# Too Many People

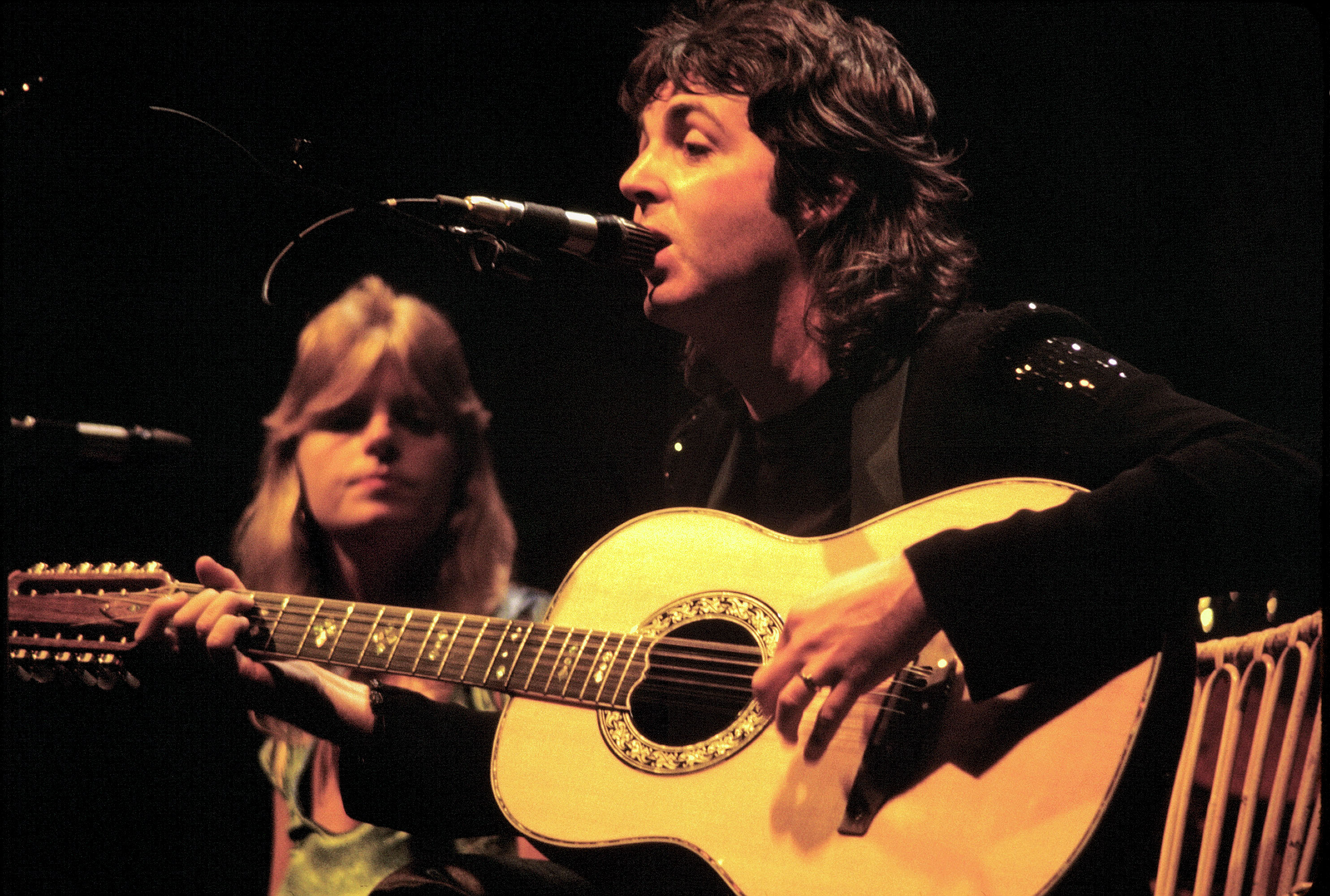
Paul McCartney y su esposa Linda Eastman

«Too Many People» (‘Demasiadas personas’) es una canción de Paul McCartney y de su esposa Linda McCartney, perteneciente al álbum Ram de 1971, así como el lado B del sencillo "Uncle Albert/Admiral Halsey".

## Grabación
McCartney cantó en falsete en algunas partes del puente. Hugh McCracken hace el solo de guitarra eléctrica entre el segundo puente y tercer estribillo que se toca en una sola pieza. El segundo solo va después del estribillo final y se acompaña por una baqueta de batería en la parte del tom de piso.

## Consecuencias
La canción contiene marcados tintes sociales, pero se la consideró como un «ataque musical» entre los cuatro Beatles después de que la banda se separó. En este caso se supone que el objetivo fue el excompañero de banda de McCartney y su socio compositor John Lennon. 

John me había estado «predicando», y eso me tenía un poco incómodo. «Too many people preaching practices» [‘demasiada gente predicando prácticas’] creo que es la línea. Quiero decir, eso fue como una pulla contra John y Yoko [...] Ah, también escribí: «You took your lucky break and broke it in two» [‘tomaste tu golpe de suerte y lo partiste en dos’].
McCartney en una entrevista en la revista Playboy (1984)

En represalia, John Lennon compuso la canción «How do you sleep?», que se caracteriza por ironizar acerca de la carrera musical de Paul McCartney tanto en los Beatles como en la etapa solista.

## Personal
- Paul McCartney: voces principales, bajo eléctrico, Guitarra acústica
- Linda McCartney: coros
- David Spinozza: guitarra eléctrica
- Hugh McCracken: guitarra eléctrica
- Denny Seiwell: batería